# Абашидзе (рід)

Герб роду

Абашидзе (груз. აბაშიძე) — імеретінський княжий рід.

## Історія
Походить з глибокої давнини. Абеші отримав у VII столітті від грузинського царя Арчіла II населені маєтки з титулом таваді, тобто князя. Рід особливо прославився наприкінці XVII й у XVIII століттях. Князі Абашидзе відомі як могутні васали імеретінських царів, що часто воювали і з ними. З 1701 до 1707 Георгій Абашидзе царював в Імереті.